# I Like It Like That
I Like It Like That é um filme de comédia dramática estadunidense escrito e dirigido por Darnell Martin. É estrelado por Lauren Vélez, Jon Seda, Lisa Vidal, Griffin Dunne, Jesse Borrego e Rita Moreno. Martin tornou-se a primeira cineasta afro-americana a dirigir um filme produzido por um grande estúdio cinematográfico.
I Like It Like That foi exibido na seção Un Certain Regard do Festival de Cannes de 1994.

## Elenco
- Lauren Vélez - Lisette Linares
- Jon Seda - Chino Linares
- Tomas Melly - Li'l Chino Linares
- Desiree Casado - Minnie Linares
- Isaiah Garcia - Pee Wee Linares (como Isiah Garcia)
- Jesse Borrego - Alexis
- Lisa Vidal - Magdalena Soto
- Griffin Dunne - Stephen Price
- Rita Moreno - Rosaria Linares
- Vincent Laresca - Angel
- Elvis Nolasco - Tito (como E.O. Nolasco)
- Sammy Melendez - Victor
- Jose Soto - Chris
- Gloria Irizarry - Mrs. Gonzalez
- Emilio Del Pozo - Mr. Soto
- Daphne Rubin-Vega - Jasmine
- Toukie Smith - Val
- Fat Joe - Biker Inmate
- Luis A. Marrero - Tony Mendez
- Fredy Correa - Ricky Mendez
- Jerry Rivera - Pablo Herrera

## Recepção
No Rotten Tomatoes, o filme detém um índice de aprovação de 82% com base em 11 críticas. Em sua crítica, Roger Ebert deu ao filme 3 de 4 estrelas.